# Crisi europea dei migranti
- Manifestanti dopo alcuni eventi di stupri in Germania accaduti nel capodanno 2015-2016;
- Operazione Triton;
- Rifugiati sullo Skala Sykamias Lesvos;
- Manifestati all’evento "Volem acollir" ("Vogliamo accogliere");
- Mappa della crisi.

La crisi europea dei migranti è una crisi migratoria che ha avuto inizio intorno al 2013, quando un numero sempre crescente di rifugiati e di migranti ha cominciato a spostarsi da altri continenti extra-europei verso l'Unione europea per richiedere asilo, viaggiando attraverso il Mar Mediterraneo, oppure attraverso la Turchia e l'Europa sudorientale. Le espressioni "crisi europea dei migranti" e "crisi europea dei rifugiati" hanno cominciato ad essere diffusamente utilizzate dal mese di aprile del 2015 da parte del mondo giornalistico e nell'opinione pubblica, quando nel Mediterraneo centro-meridionale affondarono cinque imbarcazioni che trasportavano quasi 2 000 migranti, con un numero di morti stimato a più di 1 200 persone.
La maggior parte di questi migranti proviene da aree del mondo quali Medio Oriente, Asia meridionale, Africa e Balcani occidentali.: secondo l'Alto Commissariato delle Nazioni Unite per i rifugiati, dei circa un milione di arrivati in Grecia e Italia dal Mar Mediterraneo nell'anno 2015 il 49% erano siriani, il 21% afghani e l'8% iracheni. Il 58% erano uomini, il 17% donne e il 25% bambini.

## Generalità
I naufragi hanno avuto luogo nel contesto di conflitti (ad es. guerra civile siriana e guerra civile libica) e crisi dei rifugiati in numerosi paesi dell'Asia e dell'Africa, che hanno portato nel 2014 a quasi 60 milioni il numero di rifugiati e sfollati interni, il più alto dalla seconda guerra mondiale. Nei primi sei mesi del 2015, la Grecia ha superato l'Italia come primo paese di sbarco nell'Unione europea, diventando nell'estate 2015 il punto di partenza di un flusso di rifugiati e migranti che attraversavano i Balcani per raggiungere i paesi del nord Europa, tra i quali soprattutto la Germania.
Nonostante l'aumento del numero degli arrivi via mare dalla Libia (dove dal 2011-2014 imperversa a fasi alterne la guerra civile) in Italia nel 2014, diversi governi dell'Unione europea si sono rifiutati di finanziare l'operazione di salvataggio a conduzione italiana Mare Nostrum, sostituita poi nel novembre del 2014 dalla operazione Triton di Frontex. Dall'aprile 2015 l'Unione europea ha lottato per far fronte alla crisi aumentando i finanziamenti per operazioni di pattugliamento delle frontiere nel Mediterraneo, elaborando piani per combattere il traffico di migranti come l'operazione Sofia, e proponendo un nuovo sistema di quote per redistribuire i richiedenti asilo tra gli Stati membri dell'UE ed alleviare il peso sui paesi ai confini esterni dell'Unione. I singoli paesi hanno a volte reintrodotto i controlli alle frontiere all'interno dello spazio Schengen, e profonde spaccature sono emerse all'interno dell'UE tra i paesi disposti ad accettare i richiedenti asilo e quelli che invece cercano di scoraggiare il loro arrivo.
Dal 2016 in poi, in seguito a diversi episodi di grandi naufragi dei migranti, oltre al pattugliamento navale si sono aggiunte nel Mediterraneo centrale le operazioni di salvataggio da parte di navi di diverse organizzazioni non governative. Negli anni successivi queste imbarcazioni sono state sospettate di complicità diretta con gli scafisti e favoreggiamento dell'immigrazione clandestina, ma le indagini condotte dalla magistratura italiana non hanno portato alcuna prova a sostegno di queste tesi.

## Contesto

Paesi dell'area Schengen appartenenti all'UE
Paesi dell'area Schengen appartenenti all'EFTA

Paesi dell'area Schengen appartenenti all'UE
     Paesi dell'area Schengen appartenenti all'EFTA

### Area di Schengen e Convenzione di Dublino
Tramite gli accordi di Schengen 26 paesi (di cui 22 dell'Unione europea e i restanti 4 facenti parte dell'EFTA) istituirono l'area Schengen, all'interno della quale i controlli alle frontiere interne furono aboliti e fu permessa la libera circolazione di merci e persone, limitando i controlli alle frontiere esterne dell'area Schengen.
La Convenzione di Dublino, invece, determina il Paese dell'UE responsabile di esaminare una richiesta di asilo, così da impedire l'asylum shopping (che si verifica quando un richiedente presenta simultaneamente più richieste d'asilo a diversi stati membri dell'UE per aumentare la possibilità di una risposta positiva) ed evitare i richiedenti asilo "in orbita" (coloro la cui richiesta non viene esaminata da nessuno Stato membro). Di base (in assenza di altre ragioni familiari o umanitarie), il primo Stato membro in cui un richiedente asilo è entrato e in cui gli sono state prelevate le impronte digitali è responsabile di esaminare la sua richiesta. Se successivamente il richiedente asilo si trasferisce in un altro Stato membro, può essere rimandato indietro nel Primo stato in cui è arrivato. Per questo, secondo i critici, le regole di Dublino attribuiscono troppa responsabilità agli Stati collocati lungo le frontiere esterne dell'Unione (come l'Italia, la Spagna e la Grecia) anziché creare un sistema di distribuzione delle richieste di asilo tra gli Stati dell'Unione.

### Crisi globale dei rifugiati

Primi dieci Paese d'origine (in rosso) e asilo (in verde) dei rifugiati nel mondo alla fine del 2014 secondo i dati dell'UNHCR (che escludono i rifugiati palestinesi sotto il mandato dell'UNRWA). I numeri vicino ai cerchi rossi indicano i rifugiati che sono fuggiti da quel Paese, mentre i numeri vicino ai cerchi verdi indicano i rifugiati ospitati in quel Paese.

Secondo l'UNHCR, il numero di persone costrette ad abbandonare le proprie case (cosiddetti "migranti forzati" o forcibly displaced people) è arrivato a un totale di 59,5 milioni nel mondo alla fine del 2014, il più alto livello dalla seconda guerra mondiale, con un incremento del 40% che ha avuto luogo dal 2011. Di questi 59,5 milioni, 19,5 milioni erano rifugiati (14,4 milioni sotto il mandato dell'UNHCR, più 5,1 milioni di rifugiati palestinesi sotto il mandato dell'UNRWA), e 1,8 milioni erano richiedenti asilo, ovvero si trovavano fuori dal loro Paese di cittadinanza. I restanti 38,2 milioni erano sfollati all'interno dei loro Paesi. I 14,4 milioni di rifugiati sotto il mandato dell'UNHCR erano circa 2,7 milioni in più che alla fine del 2013 (+23%), il più alto livello dal 1995. Tra di loro, i rifugiati siriani sono diventati il più grande gruppo di rifugiati nel 2014 (3,9 milioni, ovvero 1,55 milioni in più dell'anno precedente), superando i rifugiati afghani, che erano rimasti il più grande gruppo di rifugiati per tre decenni. Sei dei primi dieci Paesi d'origine dei rifugiati erano africani: Somalia, Sudan, Sudan del Sud, Repubblica Democratica del Congo, Repubblica Centrafricana ed Eritrea.
I Paesi in via di sviluppo ospitavano la maggior parte dei rifugiati (l'86% alla fine del 2014, la più alta percentuale da più di vent'anni); i Paesi in assoluto meno sviluppati davano asilo da soli al 25% dei rifugiati nel mondo. Anche se la maggior parte dei rifugiati siriani erano ospitati dai Paesi confinanti come Turchia, Libano e Giordania, il numero di richieste d'asilo presentate dai rifugiati siriani in Europa è costantemente aumentato tra il 2011 e il 2015, arrivando a un totale di 813 599 in 37 Paesi europei (dentro e fuori la UE) nel novembre 2015; il 57% di queste richieste sono state ricevute da Germania e Serbia. Il primo Paese al mondo per richieste d'asilo ricevute nel 2014 è stata la Russia, con 274 700 richieste, il 99% delle quali presentate da cittadini ucraini in fuga dalla guerra dell'Ucraina orientale; la Russia era seguita dalla Germania, il Paese con più richieste nell'Unione europea, con 202 645 richieste, il 20% di esse da siriani.

## Il fenomeno

### Statistiche: gli arrivi

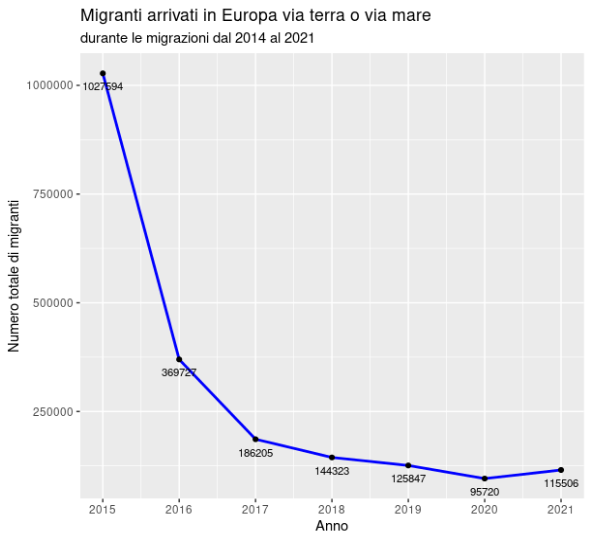
Fonte: https://data2.unhcr.org/en/situations/mediterranean

#### 2014
| Arrivi di migranti via mare e via terra nell'Unione europea nel 2014 per nazionalità | Arrivi di migranti via mare e via terra nell'Unione europea nel 2014 per nazionalità |
| ------------------------------------------------------------------------------------ | ------------------------------------------------------------------------------------ |
| Siria                                                                                | 79 169                                                                               |
| Eritrea                                                                              | 34 586                                                                               |
| Paesi non specificati dell'Africa sub-sahariana                                      | 26 341                                                                               |
| Afghanistan                                                                          | 22 132                                                                               |
| Kosovo                                                                               | 22 069                                                                               |
| Mali                                                                                 | 10 575                                                                               |
| Albania                                                                              | 9 323                                                                                |
| Gambia                                                                               | 8 730                                                                                |
| Nigeria                                                                              | 8 715                                                                                |
| Somalia                                                                              | 7 676                                                                                |
| Altri                                                                                | 54 216                                                                               |
| Totale                                                                               | 283 532                                                                              |

Secondo l'Organizzazione internazionale per le migrazioni (OIM), sono state ritrovate morte o scomparse 3072 persone nel 2014 nel mar mediterraneo mentre cercavano di emigrare in Europa. Tra il 2000 e il 2014 in tutto sono morti 22 000 migranti. Nel 2014, 283 532 migranti irregolari sono entrati nell'Unione europea, principalmente attraverso le rotte del Mediterraneo centrale o orientale e dei Balcani. L'aumento complessivo in rispetto al 2013 è stato del 266%. I rifugiati dalla Siria, dall'Eritrea e dall'Afganistan costituivano la metà del totale.
Di questi arrivi nell'Europa meridionale, la grande maggioranza (170 664, con un aumento del 277% in rispetto al 2013) sono giunti in Italia attraverso la Libia, mentre una minoranza (50 834, con un aumento del 105%) sono giunti in Grecia, provenendo dalla Turchia. 62 000 migranti hanno chiesto asilo in Italia, ma buona parte dei Siriani e degli Eritrei, che costituivano circa la metà degli emigrati in Italia, non si sono fermati e hanno proseguito verso l'Europa del nord, principalmente verso la Germania e la Svezia.

#### 2015
Il 2015 assiste a un cambiamento: la Grecia supera l'Italia come principale meta dei migranti, inoltre il numero di arrivi nel primo semestre del 2015 supera quello dell'intero anno precedente: 67 500 persone sono giunte in Italia provenendo principalmente dall'Eritrea (25%), dalla Nigeria (10%), dalla Somalia (10%), mentre 68 000 migranti sono arrivati sulle isole greche, provenendo in gran parte dalla Siria (57%) e dall'Afghanistan (22%). In totale, nei primi sei mesi dell'anno 137 000 migranti sono giunti in Europa attraversando il Mediterraneo. Tra il primo dell'anno e il 17 aprile, gli arrivati in Italia sono 21 191, con una diminuzione nel numero di arrivi nel mese di marzo a causa del cattivo tempo e con un aumento dal 10 aprile, che portò il numero totale di arrivi allo stesso registrato nello stesso periodo del 2014. Tuttavia, il numero di morti nei primi quattro mesi del 2014 è stato di 96 persone, mentre quello dello stesso periodo nel 2015 ammonta a 500, pur escludendo le vittime dei disastrosi naufragi del 13 e del 19 aprile.

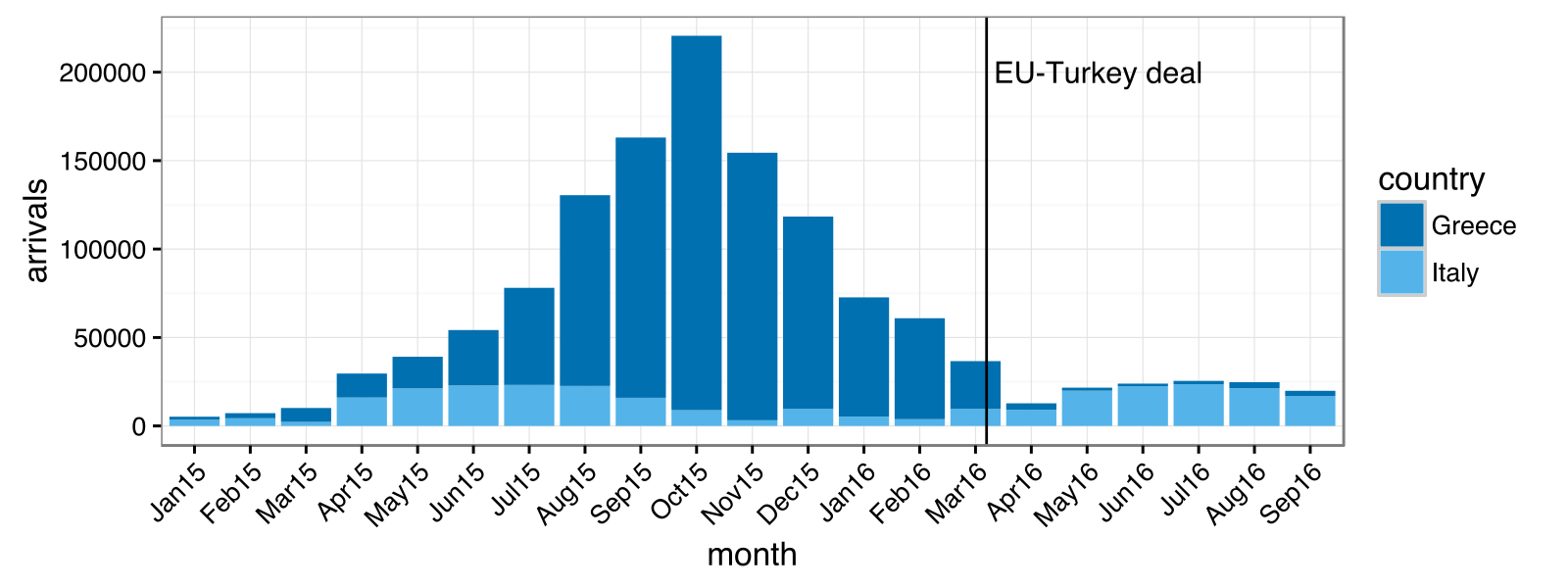
Arrivi attraverso il Mediterraneo in Grecia (in blu) e Italia (in azzurro) nel 2015 e 2016, secondo i dati del UNHCR.

All'inizio di agosto, l'Alto Commissariato delle Nazioni Unite per i Rifugiati ha riportato che 250 000 migranti erano giunti in Europa via mare dall'inizio dell'anno: 124 000 in Grecia e 98 000 in Italia. Secondo Frontex, il luglio del 2015 ha segnato un nuovo record per il numero di arrivi in un solo mese, secondo la stima, 107 500. Sempre secondo Frontex, 190 000 persone hanno attraversato i confini nautici o terrestri dell'UE ad agosto, 267 000 a settembre, 267 000 a novembre e 214 000 a dicembre, portando il numero di rifugiati e migranti individuati da Frontex ai confini esterni dell'unione nel 2015 a 1,83 milioni (880 000 in Grecia, 764 000 in Ungheria e Croazia, 157 000 in Italia, molti d quelli che hanno seguito la rotta balcanica sono stati contati due volte, attraversando la Grecia e poi entrando nuovamente nei confini dell'Unione in Ungheria o Croazia).
Secondo le stime dell'OIM e dell'UNHCR, un milione di rifugiati e migranti è giunta in Europa fino al 21 dicembre 2015, tre o quattro volte tanti in rispetto al 2014. Solo il 3% di essi (34 215) è giunto via terra attraverso la Bulgaria o la Grecia, il resto è giunto via mare attraverso la Grecia, l'Italia, la Spagna, Cipro e Malta. In tutto 816 752 sono giunti via mare in Grecia, 150 317 in Italia, con un balzo notevole in rispetto ai complessivi 170 000 giunti nel 2014. Metà di essi provenivano dalla Siria, il 20% dall'Afganistan, il 7% dall'Iraq. L'OIM ha stimato che i migranti totali morti nel Mediterraneo nel 2015 sono stati 3 692, oltre 400 in più in rispetto all'anno precedente e che di questi 2 889 sono morti nel Mediterraneo centrale e 731 nell'Egeo.

### Statistiche: Migranti morti o dispersi nel mediterraneo

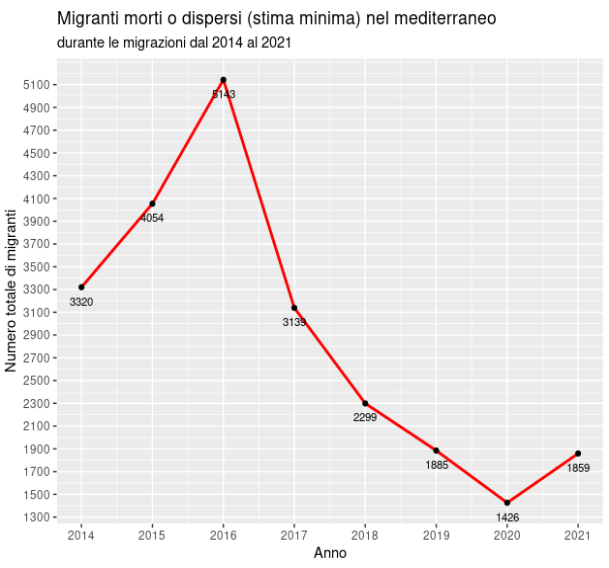
Fonte: https://missingmigrants.iom.int/

### Statistiche: le richieste d'asilo

#### 2014
Secondo Eurostat, i membri dell'Unione europea hanno ricevuto 626 065 richieste d'asilo nel 2014, il numero più alto dal 1992, che vide 672 000 richieste. I richiedenti siriani (20%), afgani (7%), kosovari (6%), eritrei (6%) e serbi (5%) contavano per metà del totale. Di queste richieste, 160 000 sono state accordate concedendo uno status di protezione speciale ad altrettanti richiedenti mentre a 23 000 tale status è stato concesso in appello. Il tasso di riconoscimento di tali richieste è stato del 45% in prima istanza e del 18% in appello. Lo status di rifugiato è stato concesso a 68 000 siriani, il 37%, a 14 600 eritrei, l'8% e a 14 100 afgani, l'8%, tali riconoscimenti costituiscono oltre metà di quelli totali.
Quattro stati - la Germania, la Svezia, l'Italia e la Francia hanno ricevuto due terzi delle richieste d'asilo dell'intera UE e hanno concesso quasi due terzi degli status di protezione nel 2014. Svezia, Ungheria e Austria all'interno degli altri paesi dell'Unione hanno ricevuto più richieste pro capite: 8,4 richiedenti ogni 1 000 abitanti per la Svezia, 4,3 per l'Ungheria e 3,2 per l'Austria.

#### 2015

Richiedenti asilo nei Paesi UE ed EFTA, gennaio–dicembre 2015. L'altezza delle colonne indica il numero di richiedenti asilo per Paese. I colori indicano la percentuale di richiedenti asilo in relazione alla popolazione.

Nel 2015, gli stati dell'UE hanno ricevuto 1 255 640 richieste d'asilo, oltre il doppio dell'anno precedente. Il più alto numero di richiedenti è stato registrato in Germania (con 441 800 richiedenti, il 35% di tutti i richiedenti negli stati dell'UE), seguita da Ungheria (174 400, il 14%), Svezia (156 100, il 12%), Austria (85 500, il 7%), Italia (83 200, il 7%) e Francia (70 600, il 6%). Pro capite, il maggior numero di richieste si è registrato in Ungheria (17,7 richiedenti ogni 1 000 abitanti), Svezia (16), Austria (10), Finlandia (5,9) e Germania (5,4). I paesi d'origine di buona parte dei richiedenti sono stati Siria (362 800 richiedenti, 29% del totale), Afganistan (178 200, 14%) e Iraq (121 500 o 10%). Dal punto di vista del genere e dell'età, i richiedenti asilo erano per il 54% maschi maggiori di 18 anni, per il 17% femmine maggiori di 18 anni, per il 19% maschi minori di 18 anni e per il 10% femmine minori di 18 anni.

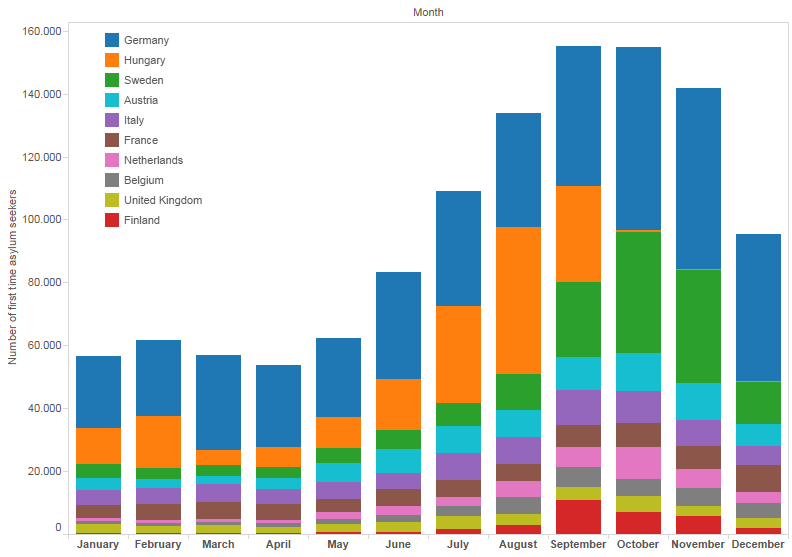
Il numero di richieste d'asilo ricevute dai primi dieci paesi riceventi all'interno dell'Unione europea nel 2015. Tali paesi contano per il 90% delle richieste totali nell'Unione

Nei primi tre mesi dell'anno il numero di richiedenti è stato di 184 800, con un aumento dell'84% se comparato allo stesso periodo dell'anno precedente ma in linea con gli ultimi tre mesi del 2014. In questi mesi buona parte delle richieste sono andate alla Germania (40%) o all'Ungheria (18%), con i richiedenti principalmente provenienti da Kosovo (48 875, il 26%), Siria (29 100, il 16%) e Afganistan (12 910, il 7%). Tra l'aprile e il giugno del 2015, 213 000 persone hanno richiesto asilo nell'Unione europea, il 15% in più in rispetto ai primi tre mesi dell'anno; di questi, il 38% ha inviato le proprie richieste alla Germania, il 15% all'Ungheria e l'8% all'Austria mentre per cittadinanza la maggior parte dei richiedenti proveniva da Siria (21%), Afganistan (13%), Albania (8%), Iraq (6%) e Kosovo (5%). Tra luglio e settembre l'Unione ha ricevuto 413 800 richieste, circa il doppio rispetto a quanto registrato nei tre mesi precedenti. Anche in questo caso Germania e Ungheria sono stati i principali paesi destinatari di tali richieste, ciascuna con circa il 26% del totale mentre per nazionalità i richiedenti si sono divisi per lo più tra siriani (33%), afgani (14%) e iracheni (11%). Tra ottobre e dicembre ci sono state 426 000 richieste d'asilo, principalmente da parte di siriani (145 130), afgani (79 255) e iracheni (53 585), che hanno inoltrato le loro richieste per la maggioranza a Germania (38% del totale), Svezia (21%) e Austria (7%).
Nell'agosto del 2015, il governo tedesco annunciò di attendersi di ricevere ottocentomila richieste d'asilo in tutto l'anno. Secondo i dati del gennaio 2016 del BAFM, l'ufficio tedesco per i migranti, la Germania ha ricevuto 476 649 richieste d'asilo nel 2015 principalmente da siriani (162 510), albanesi (54 762), kosovari (37 095), afgani (31 902), iracheni (31 379), serbi (26 945), macedoni (14 131), eritrei (10 990) e pakistani (8 472). Nel 2015 la Germania ha preso una decisione su 282 762 richieste d'asilo: di queste 140 915 (il 49,8%) hanno avuto risposta positiva con la concessione dello status di protezione ai richiedenti. Le nazionalità che hanno visto maggiormente le loro richieste accettate sono state quelle dei siriani (101 564 decisioni positive, con un tasso di accettazione del 96%), eritrei (9 300, 93,1%) e iracheni (14 880, 88,6%).

### Cause

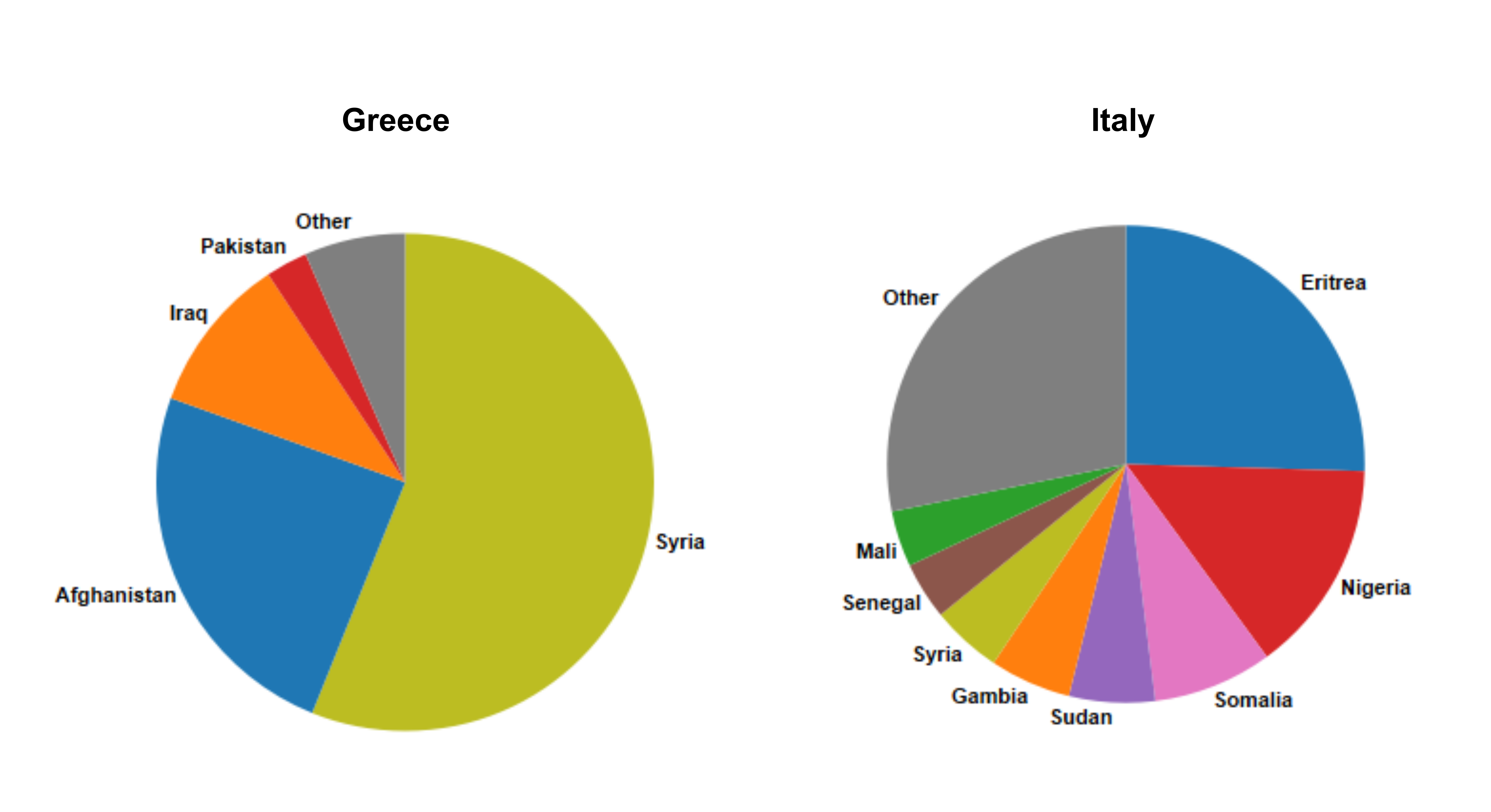
Nazionalità di origine dei migranti giunti via mare in Grecia e Italia nel 2015, secondo i dati dell'UNHCR

Accertare le motivazioni dei migranti è difficile, ma buona parte di essi sono rifugiati che scappano da guerre o persecuzioni nei propri paesi di origine. Secondo UNHCR l'84% dei profughi che sono giunti in Europa attraverso il Mediterraneo nel 2015 proveniva dai primi dieci paesi al mondo per numero di rifugiati in fuga. I primi dieci paesi d'origine degli arrivi e le rispettive percentuali sul numero complessivo di migranti sono: Siria (49%), Afghanistan (21%), Iraq (8%), Eritrea (4%), Pakistan (2%), Nigeria (2%), Somalia (2%), Sudan (1%), Gambia (1%) e Mali (1%). I richiedenti asilo dalla seguente serie di nazioni hanno ricevuto, nei primi tre mesi del 2015, le percentuali di riconoscimento dello status di protezione più alte nell'Unione europea: Siria (percentuale di riconoscimento 94%), Eritrea (90%), Iraq (88%), Afghanistan (66%), Iran (65%), Somalia (60%) e Sudan (53%). I migranti di queste nazionalità hanno costituito il 90% degli arrivi in Grecia e il 47% di quelli in Italia tra il gennaio e l'agosto 2015. Le guerre che spingono queste persone a fuggire sono: la guerra civile siriana (che coinvolge anche l'Iraq), la guerra in Afghanistan, la guerra civile in Somalia e il conflitto del Darfur per quanto riguarda il Sudan. I rifugiati dall'Eritrea, paese governato da uno dei regimi dittatoriali più repressivi al mondo, fuggono da una leva militare a tempo indeterminato e dal lavoro forzato.
Invece i migranti dai Balcani (Kosovo, Albania, Serbia), dall'Africa occidentale (Gambia, Nigeria) e dall'Asia meridionale (Pakistan, Bangladesh) sono per lo più "migranti economici", che fuggono da povertà e disoccupazione e sperano in un miglior tenore di vita nei paesi occidentali, non avendo quindi i requisiti per ottenere lo status di rifugiato. La maggioranza di migranti da Serbia, Macedonia e Montenegro sono di etnia rom, discriminata nei paesi d'origine. I flussi migratori da paesi come la Nigeria o il Pakistan sono provocati da un insieme di cause sia economiche che belliche: alcuni dei rifugiati provenienti da questi paesi sono stati coinvolti da guerre come l'insurrezione di Boko Haram nella Nigeria nord-orientale o la guerra nel Pakistan nord-occidentale, mentre altri si sono allontanati per la mancanza di prospettive nei rispettivi paesi.
Secondo UNHCR, dei migranti e rifugiati giunti in Europa via mare nel 2015, il 58% erano uomini, il 17% donne e il 25% bambini. Delle richieste d'asilo ricevute dalla Svezia nello stesso anno il 70% erano state inoltrate da uomini (inclusi i minori). Questi uomini cercano un posto tranquillo dove vivere e lavorare con la prospettiva di riunirsi poi con le loro famiglie. Nei paesi in guerra inoltre, sono gli uomini a subire il rischio maggiore di essere costretti a combattere o di venire uccisi. Tra le persone arrivate in Europa ci sono comunque numerose donne e bambini e anche bambini non accompagnati, che sono stati separati dalle loro famiglie dalla guerra oppure stati inviati da soli da famiglie che non potevano permettersi d'inviare altre persone. I rifugiati giovani hanno più possibilità di ricevere asilo.
Si ritiene che i migranti preferiscano stabilirsi preferenzialmente in quelle nazioni che offrano aiuti più generosi e che ospitino comunità più numerose di immigrati del mediorientali e africani, che abbiano società più tolleranti ed economie più forti e che la motivazione principale che li spinge a non fermarsi in Turchia sia che lì non hanno il permesso di accamparsi e lavorare. La Germania è tra i paesi più gettonati, mentre la Francia ha visto decrescere la propria popolarità come meta d'asilo nel 2015.

## Salvataggi in mare

### Contesto operativo
Audizione del comandante generale del Corpo delle capitanerie di porto - Guardia costiera, ammiraglio ispettore Vincenzo Melone innanzi alla 4ª Commissione (Difesa) del Senato nella seduta n. 228 del 4 maggio 2017:
NB. trascrizione audio accorciata e parzialmente rielaborata rispetto all'enunciato, per il quale fa comunque fede l'originale:
 

### Contesto giuridico internazionale
Si prosegue il paragrafo precedente con l'esposizione e le precisazioni dell'ammiraglio Melone circa il concetto di posto sicuro in cui sbarcare i naufraghi:
La regola 3.1.9 della Convenzione di Amburgo sul SAR, infatti, prevede che i sopravvissuti cui e stato prestato soccorso vengano sbarcati dalla nave che li ha raccolti e condotti in luogo sicuro, tenuto conto della situazione particolare e delle direttive elaborate dall’Organizzazione Marittima Internazionale. Risulta allora evidente che per "luogo sicuro" debba intendersi un posto in cui sia assicurata la "sicurezza" – intesa come protezione fisica – delle persone soccorse in mare. 

Inoltre, laddove le persone soccorse in mare, oltre che "naufraghi", debbano qualificarsi anche come "migranti", l’accezione del termine "sicurezza" del luogo di sbarco si connota anche di altri requisiti. Come affermato dalla Corte europea dei diritti dell'uomo nel 2012 (riprendendo peraltro, il contenuto della risoluzione 1821 (2011) del Consiglio d'Europa), nel caso di salvataggio in mare di richiedenti asilo, rifugiati e migranti in situazione irregolare, la nozione di "luogo sicuro" non può essere limitata alla sola protezione fisica delle persone, comprendendo necessariamente il rispetto dei loro diritti fondamentali, che impone agli Stati pena la violazione della Convenzione delle Nazioni Unite relativa allo status di rifugiati del 1951 e della Convenzione per la salvaguardia dei diritti dell'uomo e delle libertà fondamentali – di astenersi dal ricorrere a qualsiasi pratica che possa essere assimilata a un respingimento diretto o indiretto e di considerare "luogo sicuro" un luogo che possa rispondere alle necessita delle persone sbarcate e che non metta in alcun modo a rischio i loro diritti fondamentali. [...]»

## Reazioni[70]

### Unione europea
Dopo il naufragio di migranti del 18 aprile 2015, il presidente del consiglio italiano Matteo Renzi ha tenuto una conversazione con il presidente francese François Hollande e il primo ministro maltese Joseph Muscat. I tre si sono accordati sul convocare una riunione d'emergenza dei ministri dell'interno dei diversi paesi dell'Unione sul problema dei rifugiati. Renzi ha condannato il traffico di migranti come "nuova tratta degli schiavi", mentre il primo ministro Muscat si è riferito al naufragio del 18 aprile come alla "più grande tragedia umana degli ultimi anni". Hollande ha definito i trafficanti di esseri umani "terroristi" che mettono in pericolo la vita di migranti. Aydan Özoğuz, la rappresentante del governo tedesco per l'immigrazione, i rifugiati e l'integrazione, ha detto che, giacché, con il migliorare del tempo sarebbero giunti più migranti, sarebbe stato opportuno ricominciare le operazioni di salvataggio, affermando inoltre che: "È un'illusione pensare che interrompere Mare Nostrum avrebbe scoraggiato queste persone dal tentare un viaggio pericoloso attraverso il Mediterraneo".
Per monitorare i flussi migratori irregolari nel Mediterraneo, l’Unione europea ha sviluppato il sistema EUROSUR (European Border Surveillance System).

### Comitato Olimpico Internazionale
Per portare attenzione sulla crisi europea e mondiale dei rifugiati e per "agire come simbolo di speranza per i rifugiati" il Comitato Olimpico Internazionale ha deciso di creare una squadra olimpica appositamente per i rifugiati sotto il nome di Atleti Olimpici Rifugiati, presente per la prima volta ai XXXI Giochi Olimpici a Rio de Janeiro.

### Fonti normative internazionali
- International Convention on maritime search and rescue, 1979 (with annex). Concluded at Hamburg on 27 April 1979 (PDF), su treaties.un.org.
- Convenzione per migliorare la sorte dei feriti, dei malati e dei naufraghi delle forze armate di mare. Conchiusa a Ginevra il 12 agosto 1949 (con riguardo all'art. 12, co. 2), su admin.ch.
- Convenzione sullo statuto dei rifugiati. Conchiusa a Ginevra il 28 luglio 1951 (con particolare riguardo agli artt. 32 e 33), su admin.ch.
- Convenzione europea per la salvaguardia dei diritti dell'uomo e delle libertà fondamentali (PDF), su echr.coe.int.

### Fonti normative italiane
- Regio decreto 30 marzo 1942, n. 327, in materia di "Codice della navigazione" aggiornato. (CdN)
- Decreto del presidente della Repubblica 15 febbraio 1952, n. 328, in materia di "Regolamento per l'esecuzione del Codice della navigazione (Navigazione marittima)" aggiornato.
- Legge 3 aprile 1989, n. 147, in materia di "Adesione alla convenzione internazionale sulla ricerca ed il salvataggio marittimo, con annesso, adottata ad Amburgo il 27 aprile 1979, e sua esecuzione." (SAR)
- Decreto del presidente della Repubblica 28 settembre 1994, n. 662, in materia di "Regolamento di attuazione della legge 3 aprile 1989, n. 147, concernente adesione alla convenzione internazionale sulla ricerca ed il salvataggio marittimo, adottata ad Amburgo il 27 aprile 1979."
- Legge 23 maggio 1983, n. 313, in materia di "Adesione alla convenzione internazionale del 1974 per la salvaguardia della vita umana in mare, con allegato, aperta alla firma a Londra il 1 novembre 1974, e sua esecuzione." (SOLAS) [si omettono gli emendamenti successivi]
- Legge 12 febbraio 1994, n. 689, in materia di "Ratifica della Convenzione delle Nazioni Unite sul diritto del mare fatta a Montego Bay il 10 dicembre 1982." (UNCLOS)
- Legge 12 aprile 1995, n. 129, in materia di "Ratifica ed esecuzione della convenzione 1989 sul salvataggio, atto finale della Conferenza internazionale sul salvataggio, con allegati, fatta a Londra il 28 aprile 1989." (SALVAGE)